# Distephanus plumosus
Distephanus plumosus là một loài thực vật có hoa trong họ Cúc. Loài này được (O.Hoffm.) Mesfin mô tả khoa học đầu tiên năm 1992.